# Zack Test
Zachary "Zack" Test (13 de outubro de 1989) é um jogador de rugby sevens estadunidense.

## Carreira
Zack Test integrou o elenco da Seleção Estados Unidos de Rugbi de Sevens, na Rio 2016, que foi 9º colocada.